# Buria
Buria è una città dell'India di 9.829 abitanti, situata nel distretto di Yamuna Nagar, nello stato federato dell'Haryana. In base al numero di abitanti la città rientra nella classe V (da 5.000 a 9.999 persone).

## Geografia fisica
La città è situata a 30° 8' 60 N e 77° 20' 60 E e ha un'altitudine di 257 m s.l.m.

## Società

### Evoluzione demografica
Al censimento del 2001 la popolazione di Buria assommava a 9.829 persone, delle quali 5.399 maschi e 4.430 femmine. I bambini di età inferiore o uguale ai sei anni assommavano a 1.378, dei quali 751 maschi e 627 femmine. Infine, coloro che erano in grado di saper almeno leggere e scrivere erano 5.724, dei quali 3.522 maschi e 2.202 femmine.